# Дуркович, Антон
Антон Дуркович (рум. Antoni Durcovici; 17 мая 1888, Бад-Дойч-Альтенбург, Австро-Венгрия — 20 декабря 1951, Сигету-Мармацией, Румыния) — епископ Ри́мско-католи́ческой церкви, епископ Ясский (1947—1949). педагог, ректор, доктор философии, богословия и канонического права. Мученик, Блаженный Ри́мско-католи́ческой церкви. Беатифицирован 17 мая 2014 года.
Жертва гонений на Католическую церковь коммунистического режима Румынии.

## Биография

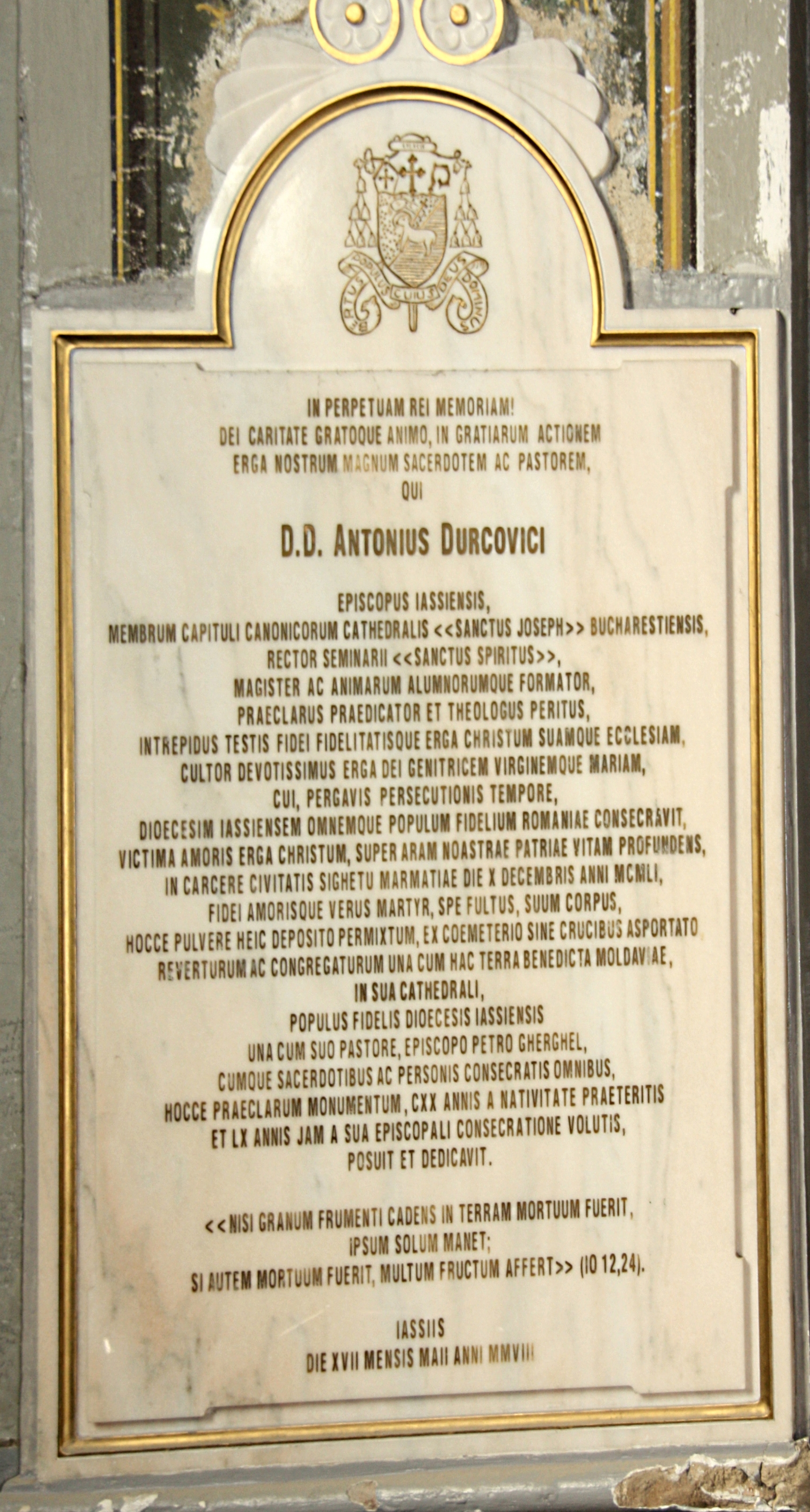
Мемориальная плита А. Дурковичи в кафедральном соборе Ясс

Родился в Нижней Австрии. В 1892 году со своей матерью и братом переселился в Королевство Румыния.
Учился у братьев христианских школ в Бухаресте, в 1906 году поступил в римско-католическую семинарию, позже продолжил обучение в Риме в Папском университете святого Фомы Аквинского и Папском Урбанианском университете. Стал доктором философии, богословия (1910) и канонического права (1911).
4 сентября 1910 года был рукоположен.
С 1924 до 1948 года — ректор Бухарестской духовной семинарии. Читал лекции по каноническому праву. Позже стал епископом Ясской епархии.
После прихода к власти в Румынии коммунистов, будучи противником режима, подвергся репрессиям. В июне 1949 года был арестован сотрудниками Секуритате. 10 сентября 1951 года переведён в тюрьму Сигета. Раздетый догола в холодной, неотапливаемой камере, лишённый еды и воды три месяца спустя он скончался и был похоронен в безымянной могиле. После его смерти коммунистические власти уничтожили все документы, касающиеся заключения епископа.
28 января 1997 года начался процесс беатификации. 31 октября 2013 года папа римский Франциск издал указ о его мученичестве и объявил 17 мая 2014 года днём беатификации Антона Дурковича.